# Cyclocephala borealis
Cyclocephala borealis es una especie de escarabajo del género Cyclocephala, categorizada en la tribu Cyclocephalini, de la subfamilia Dynastinae.

## Distribución
Se distribuye por Estados Unidos (Alabama, Arkansas, Connecticut, Delaware, Distrito de Columbia, Georgia, Illinois, Indiana, Iowa, Kansas, Kentucky, Luisiana, Maryland, Míchigan, Misisipi, Misuri, Nueva Jersey, Nueva York, Carolina del Norte, Ohio, Pensilvania , Rhode Island, Carolina del Sur, Tennessee, Virginia y Virginia Occidental).

## Taxonomía
Fue descrita por Arrow en 1911.
Tratamiento taxonómico
La especie aparece registrada y publicada en Notes on the coleopterous subfamily Dynastinae, with descriptions of new genera and species. The Annals and Magazine of Natural History, Including Zoology, Botany and Geology. London 8(8):151-176.